# 石上镇
石上镇，是中华人民共和国江西省赣州市宁都县下辖的一个乡镇级行政单位。

## 行政区划
石上镇下辖以下地区：
金安社区、石上村、小布脑村、干头村、池布村、湖岭村、城头村、莲塘村、莲湖村、蛇形排村、角源村、温坊村和游家坊村。